# Mount York
Mount York är ett berg i Australien. Det ligger i regionen City of Blue Mountains och delstaten New South Wales, i den sydöstra delen av landet, omkring 98 kilometer väster om delstatshuvudstaden Sydney. Toppen på Mount York är 1 075 meter över havet, eller 35 meter över den omgivande terrängen. Bredden vid basen är 0,75 km.
Närmaste större samhälle är Katoomba, omkring 20 kilometer sydost om Mount York. 
I omgivningarna runt Mount York växer i huvudsak städsegrön lövskog. Runt Mount York är det ganska tätbefolkat, med 56 invånare per kvadratkilometer. Genomsnittlig årsnederbörd är 1 149 millimeter. Den regnigaste månaden är februari, med i genomsnitt 214 mm nederbörd, och den torraste är juli, med 26 mm nederbörd.